# レスラー方程式

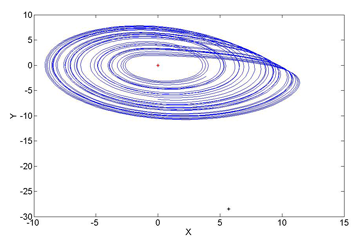
xy位相平面におけるレスラー・アトラクタの軌道（a = 0.2、b = 0.2、c = 5.7）

レスラー方程式（レスラーほうていしき、Rössler equation）とは、3次元の連続時間力学系の一種。次のような自励系の3変数連立常微分方程式で示される。
{\displaystyle {\begin{cases}{\frac {dx}{dt}}=-y-z\\{\frac {dy}{dt}}=x+ay\\{\frac {dz}{dt}}=b+xz-cz\end{cases}}}
ここで、t：連続時間（独立変数）、x、y、z：t の従属変数、a、b、cは定数（パラメータ）。レスラー系とも呼ばれる。
西ドイツの化学者オットー・レスラーにより、1976年の論文 "An equation for continuous chaos" で最初に提唱された。レスラーは、1963年にアメリカの気象学者エドワード・ローレンツが発表したローレンツ方程式のカオスに触発され、ローレンツ方程式をより単純化した方程式からカオスが生み出されることを考察するために導入した。ローレンツ方程式は気体の熱対流の計算モデルから方程式を導いたのに対して、レスラー方程式は実在の物理現象をベースにせずカオスの研究のために作為的に導入されたものである。
カオスが発生するには、力学系は必ず非線形性を持つ必要があり、なおかつ連続時間力学系の場合は3変数以上が必要になる。レスラー方程式の非線形項は第3式目の xz のみとなっており、カオスを発生させる連続時間力学系の中でも非常に単純な非線形しか持たない点が特筆される。

## 軌道

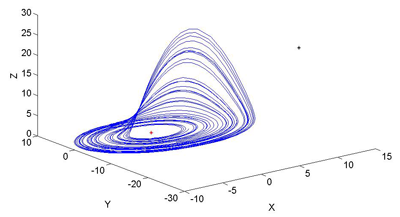
3次元空間のレスラー・アトラクタの軌道

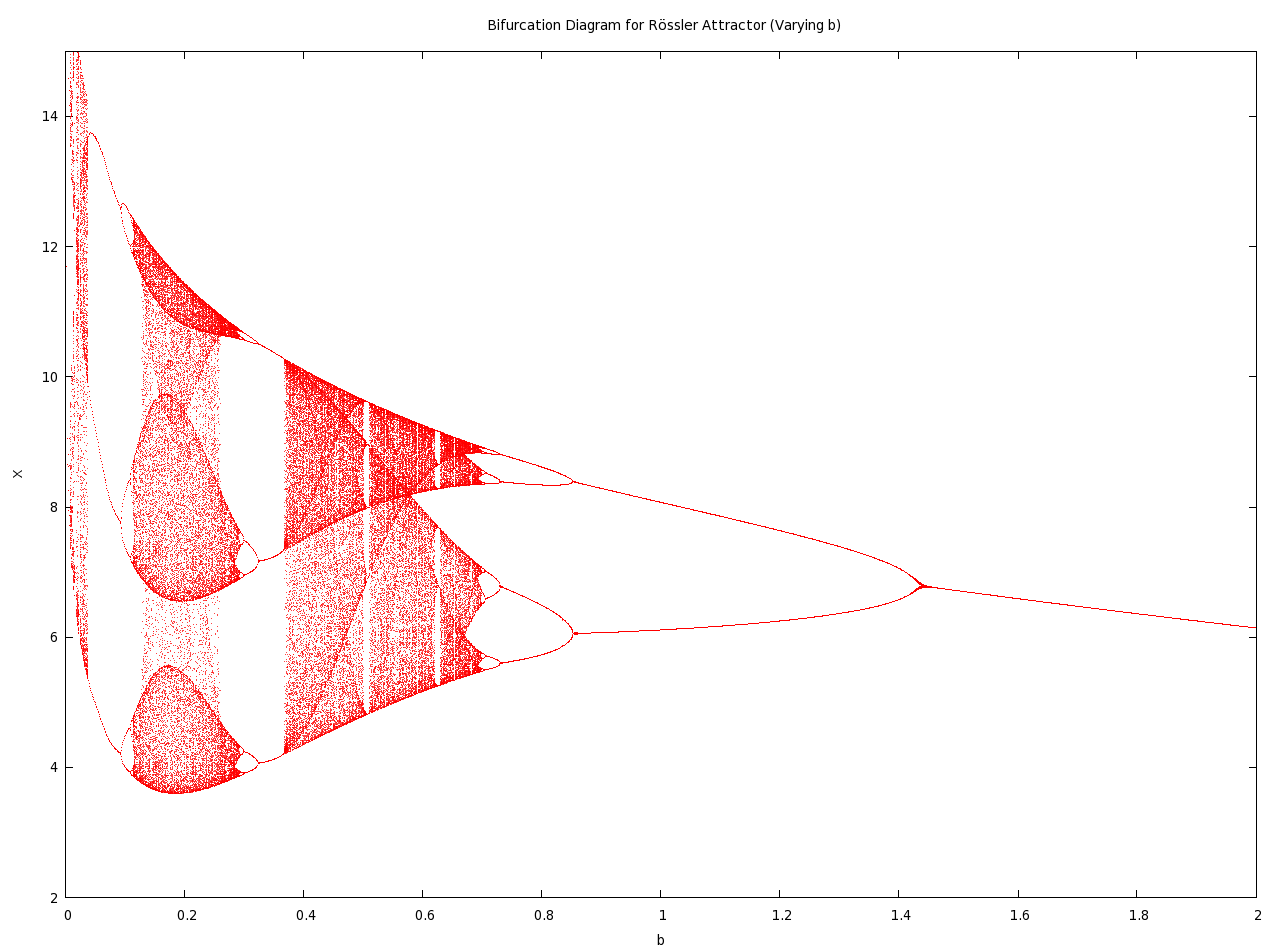
分岐図の例。a = 0.2、c = 5.7で固定し、bを変化させていったときの分岐を示す。

レスラー方程式は特定のパラメータの範囲でストレンジアトラクターを持つ。特に、パラメータ a = 0.2、b = 0.2、c = 5.7 はレスラーにより最初に導入されたときのパラメータ値で、このパラメータ値のときのストレンジアトラクターはレスラー・アトラクタ（Rössler attractor）として良く知られている。このアトラクタの形は、メビウスの帯のような、リボンを一回ひねって両端を合わせた形になっている。
分岐は、パラメータが3つあるため組合せが複雑だが、周期倍分岐やサドルノード分岐などが発生する。例えば、c = 2.5 では、系のアトラクタはリミットサイクルとなる。a と c をレスラー・アトラクタの値で固定し、b を変化させていったときの分岐図を右図に示す。図右側の不動点から始まって、周期点の倍加（周期倍分岐）を経て、カオス（赤線で塗り潰された範囲）に至っている。ロジスティック写像と同じように、カオスに至った後にも b を減少させていくと、カオス領域から、サドルノード分岐により窓と呼ばれる周期点の領域の分岐する。